# 23snaps
23snaps Ltd. é uma rede social privada gratuita e serviço de compartilhamento de fotos para famílias que permite que os pais salvem fotos, vídeos, medições e histórias de seus filhos em um diário digital e compartilhem essas atualizações com outros membros da família ou amigos próximos.

## História
O 23snaps estava inicialmente disponível como um aplicativo para iPhone e um site e, posteriormente, lançou aplicativos para Android, iPad e Windows 8. A empresa concorre com outros serviços privados de compartilhamento de fotos para famílias como Notabli e Everyme e redes sociais que permitem o compartilhamento de fotos como Instagram e Facebook.
A empresa está sediada em Londres e foi fundada pelo ex-executivo de Espotting, Ivailo Jordanov e Yury Tereshchenko. A empresa é autofinanciada pelos fundadores. 23snaps gera receita com a venda de álbuns de fotos e impressões de fotos.

## Serviço
Os usuários se registram para uma conta gratuita do 23snaps e criam perfis para seus filhos no aplicativo. Eles podem adicionar fotos, métricas como altura e peso e fazer atualizações de status. Depois, convidam apenas familiares e amigos próximos para visualizarem o conteúdo de seus filhos. Esse conteúdo aparecerá nos feeds de notícias de suas conexões autorizadas e será enviado às conexões por email, dependendo das configurações do usuário. Um usuário pode compartilhar fotos e atualizações com alguém que não tenha uma conta no 23snaps, convidando-o a receber atualizações apenas por email.
Em 1 de maio de 2013, a 23snaps expandiu o serviço para permitir que os usuários comprem álbuns de fotos e impressões de fotos de seu conteúdo no aplicativo. Stories, um novo recurso que permite aos usuários combinar fotos, vídeos e texto para criar uma história multimídia em seu feed de notícias, lançada em 7 de março de 2014.